# Guiscard de Roucy
Guiscard, († 1180), de la maison de Montdidier, comte de Roucy de 1160 à 1180, était fils d'Hugues Ier, comte de Roucy, et de Richilde de Staufen.
En 1158, en guerre contre l’archevêque de Reims, il ravage les terres de l’abbaye de Vauclerc. En 1170, il partit combattre les musulmans en Terre sainte. En 1179, il donna l'hôpital d'Évergnicourt au chapitre de Laon.

## Mariage et enfants
Il épousa avant 1154 Elisabeth de Mareuil, dame de Neufchâtel-sur-Aisne, fille de Jean, vicomte de Mareuil, et veuve de Robert de Pierrepont, seigneur de Montaigu. De cette union naquirent sept enfants :
- Raoul († 1196), comte de Roucy ;
- une fille, nonne à Plesnoy en 1181 ;
- Jean († 1200), comte de Roucy après son frère ;
- Eustachie († avant 1211), comtesse de Roucy après ses frères ;
- Ebles, chanoine à Reims en 1180 ;
- Henri († 1196) ;
- Béatrice († 1180) ;
- Richilde.

Après sa mort, sa veuve se remaria avec Renaud de Montdiviel.